# Marcelle Lagesse
Pour les articles homonymes, voir Lagesse.
Marie Rita Marcelle Lagesse est une femme de lettres mauricienne née le 7 février 1916 à Quatre-Bornes à l'île Maurice et morte le 8 mars 2011. Elle est l'autrice de plusieurs romans comme Villebague, La Diligence s'éloigne à l'aube, Sont amis que vent emporte et Une jeune femme au mont Limon. Elle a également été journaliste et a écrit des pièces de théâtre.

## Romans
- Villebague, 1958.
- La Diligence s'éloigne à l'aube, 1958
- Le Vingt Floréal au matin, 1960
- Cette maison pleine de fantômes, 1962
- D'un carnet,1967.
- Sont amis que vent emporte, 1974
- Une jeune femme au mont Limon, 1993

## Distinctions
- Chevalier de l'ordre du mérite (France)
- Chevalier des palmes académiques (France)